# Kolessow RD-36-35

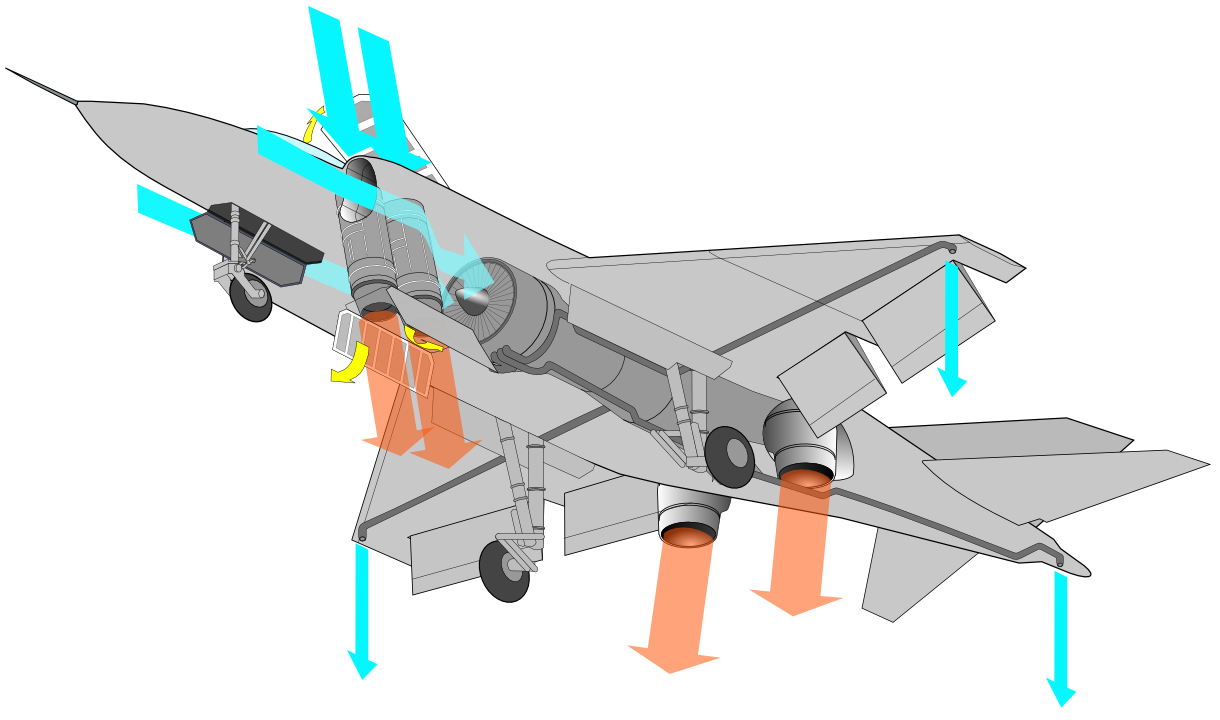
RD-38 in Tandemanordnung bei der Jak-38

Das Kolessow RD-36-35 (Reaktiwnij Dwigatjel-36-35) ist ein sowjetisches TL-Hubtriebwerk. Es wurde unter Leitung von Pjotr Alexejewitsch Kolessow im OKB-36 (Rybinskije Monostroitjelnoje Konstruktorskoje Bjuro (RMKB)) entwickelt.

## Entwicklung
Die Entwicklung des RD-36-35 begann 1960. Im Jahre 1964 wurde es erstmals getestet. Es handelt sich um ein kleines, kompaktes TL-Triebwerk (Turbojet), das speziell als Hubtriebwerk für VTOL-/STOL-Flugzeuge entworfen wurde.
Das OKB-36 ging aus dem OKB Gluschenko hervor und war später als Rybinsker Triebwerkskonstruktionsbüro bekannt. Die Serienproduktion der Triebwerke übernahm das Rybinsker Flugzeugtriebwerkswerk, das heute zusammen mit dem ehemaligen OKB-36 zu NPO Saturn gehört. Aus diesem Grund werden die Triebwerke auch gelegentlich als Saturn RD-36-35 bezeichnet.
Aufgrund der damals in der Sowjetunion üblichen Geheimhaltung ist über die Entwicklung nicht sehr viel bekannt.

## Produktion

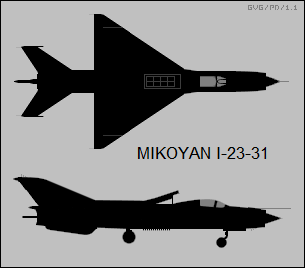
MiG-23-31

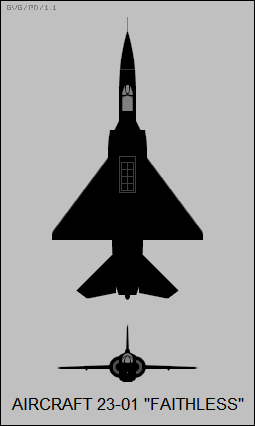
MiG-23-01

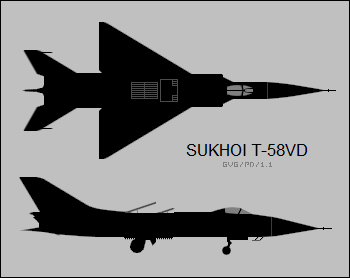
Suchoi T-58WD

Insgesamt wurden bis 1967 62 Triebwerke der Basisversion hergestellt, die in den Prototypen MiG-21PD, der Suchoi T-58WD und MiG-23-01 verwendet wurden. Vom RD-36-35 wurden mehrere Varianten abgeleitet, so das RD-36-35FW und RD-36-35FWR, das für die Jak-38M als RD-38 in Serie hergestellt wurde.

### Einbauvarianten
Bei der MiG-21PD (auch: Je-7PD, MiG-23-31, Erzeugnis 92), die als Technologieträger für die kommende MiG-23 diente, wurden zwei Hubtriebwerke in Tandemanordnung um 80° nach hinten geneigt im um 0,9 m verlängerten Mittelrumpf installiert. Die Suchoi T-58WD hatte drei Hubtriebwerke, die ebenfalls hintereinander im Mittelrumpf angeordnet waren. Die Anordnung der Triebwerke der Jak-38 entspricht der der MiG-21PD.

## Technische Daten
| Kenngröße                        | RD-36-35    | RD-36-35FW (RD-38) |
| -------------------------------- | ----------- | ------------------ |
| Kerntemperatur                   | 957 °C      |                    |
| Durchfluss                       | 40,5 kg/s   |                    |
| Gewicht                          | 176 kg      |                    |
| Schub                            | 23,49 kN    | 31,9 kN            |
| spezifischer Kraftstoffverbrauch | 37,65 mg/Ns |                    |